# Heuchera longiflora
Espèce
Synonymes
- Heuchera aceroides Rydb.[2]
- Heuchera longiflora var. aceroides (Rydb. ex Small) Rosend., Butters & Lakela[3]
- Heuchera longiflora var. aceroides (Rydb.) Rosendahl, Butters & Lakela[2]
- Heuchera scabra Rydb.[2]

Heuchera longiflora est une espèce de plantes du genre Heuchera et de la famille des Saxifragaceae.

## Distribution
Cette heuchère se trouve dans le Sud-Est des États-Unis (Alabama, Kentucky, Ohio, Tennessee, Caroline du Nord, Virginie, Virginie-occidentale),,,.

## Liste des variétés
Selon Tropicos (19 août 2020) :
- variété Heuchera longiflora var. aceroides (Rydb. ex Small) Rosend., Butters & Lakela
- variété Heuchera longiflora var. longiflora